# Вила Броци (Терамо)
Вила Броци (итал. Villa Brozzi) је насеље у Италији у округу Терамо, региону Абруцо.
Према процени из 2011. у насељу је живело 221 становника. Насеље се налази на надморској висини од 436 м.